# Cheluridae
Cheluridae (лат.) — семейство ракообразных из отряда бокоплавов.

## Описание
Боковая цефалическая доля головы слабо расширена; глаз расположен проксимальнее доли; передневентральный край слабо углублен и слабо выемчатый. Пальпы мандибул 3-члениковые, членик 3 асимметричная, дистально округлый, с волосками, идущими вдоль большей части заднебокового края. Наружная пластина лабиума слабо выемчатая. Гнатопод 1 не увеличен ни у самцов, ни у самок; кокса 1 такая же большая, как кокса 2. Мерус гнатопода 2 не увеличен. Карпус переопода 5 маленький. Переоподы 5—7 без дополнительных шипов на переднем крае. Уросомиты 1—3 сросшиеся. Уроподы 1 и 2 без плотного набора жестких волосков. Наружный рамус уропода 3 с рудиментарными апикальными волосками. Тельсон без крючков и зубцов.

## Классификация
Включает три рода и около 10 видов.
- инфраотряд Corophiida
  - парвотряд Corophiidira
    - надсемейство CheluroideaAllman, 1847
      - семейство Cheluridae Allman, 1847
        - Chelura Phillippi, 1839
        - Nippochelura Barnard, 1959
        - Tropichelura Barnard, 1959